# Институт городских земель
Институт городских земель (ИГЗ; англ. Urban Land Institute, ULI) — исследовательская и образовательная некоммерческая организация с региональными офисами в Вашингтоне (округ Колумбия), Гонконге и Лондоне. Заявленная миссия компании — «формировать будущее застроенной среды для преобразующего воздействия на сообщества во всём мире».
ИГЗ выступает за прогрессивное развитие, проведение исследований и обучение по таким темам, как устойчивое развитие, разумный рост, компактная застройка, обустройство мест для жилья работников.
ИГЗ был основан в 1936 году и в настоящее время насчитывает более 45 000 работников, причём более 10 % членов работают в правительстве, научных кругах или государственно-частных партнёрствах. Большинство остальных заняты в сфере недвижимости и градостроительства.
ИГЗ выпускает публикации и проводит регулярные исследования, «которые предвосхищают возникающие тенденции и проблемы в области землепользования, предлагая творческие решения на основе этих исследований» и «делятся знаниями, помогая сообществу разработчиков постоянно повышать эффективность своей работы».
ИГЗ также поддерживает ряд инициатив и программ, в том числе Программу консультационных услуг, которая предоставляет правительству, предприятиям и некоммерческим организациям стратегические рекомендации по вопросам развития недвижимости и городской политики. Программа помогла более чем 700 сообществам в США и других странах в решении различных проблем, от возрождения до устойчивости и экономического роста.
Институтом управляет глобальный совет директоров, состоящий из добровольцев. В настоящее время правление возглавляет глобальный председатель Оуэн Томас (англ. Owen D. Thomas), главный исполнительный директор Boston Properties, ранее эту должность занимал Томас Туми (англ. Thomas Toomey), президент и главный исполнительный директор UDR. Организацию возглавляет глобальный главный исполнительный директор Эдвард Уолтер (англ. W. Edward (Ed) Walter), который в последнее время занимал должность заведующего кафедрой недвижимости в Школе бизнеса Макдоно Джорджтаунского университета, а также должность генерального директора Host Hotels & Resorts. До Уолтера институт возглавлял Патрик Филлипс, бывший президент ERA AECOM.

## История

### 1936—1949
ИГЗ был основан во время Великой депрессии 14 декабря 1936 года как Национальный фонд недвижимости для практических исследований и образования с намерением стать научно-образовательным колледжем в области недвижимости и «городской культуры». В 1939 году организация изменила своё название на Институт городских земель, через два года после основания штаб-квартиры в Чикаго, штат Иллинойс. В 1940 году во внутреннем бюллетене говорилось, что миссия Института «была создана для оказания помощи американским городам в решении их проблем планирования, перепланировки, строительства и реконструкции».
ИГЗ провела свою первую конференцию в 1941 году, организованную Массачусетским технологическим институтом в Бостоне. Год спустя ИГЗ зарекомендовал себя как правозащитная организация, опубликовав «План законодательной программы восстановления наших городов». В том же году институт переместил свою штаб-квартиру в Вашингтон (округ Колумбия).

## Влияние на политику и деятельность
Благодаря своим программам ИГЗ влиял на политику и деятельность на протяжении десятилетий. Институт не занимается лоббированием, вместо этого он работает со своими партнёрами и проводит исследования с целью выявления проблем землепользования и городского развития.
С середины XX века ИГЗ работает на городские власти и частных землевладельцев в качестве консультанта для решения местных проблем с недвижимостью и развитием. Эти междисциплинарные команды, состоящие из участников, обладающих опытом в области архитектуры, городского планирования, транспортного консалтинга, финансов и рыночных тенденций, приняли или реализовали многие из своих рекомендаций. Местные районные советы института организовали мероприятия для государственных чиновников и лидеров частного сектора, чтобы обсудить будущие проблемы землепользования, а также разработали учебную программу UrbanPlan, для занятий в классах, которая была широко принята школами в США и Канаде и распространена во всём мире. Кроме того, ИГЗ принял участие в ряде партнёрских отношений, чтобы обеспечить лидерство и осведомлённость о методах городского развития, в том числе в партнёрстве со Всемирным экономическим форумом.

## Программы

### Услуги консультантов
Программа консультационных услуг ИГЗ объединяет опытных специалистов в области недвижимости и землепользования для разработки инновационных решений для комплексных проектов, программ и политик в области землепользования и развития недвижимости. С 1947 года было создано более 700 рабочих групп в 47 штатах США, 12 странах и 4 континентах. За это время группы помогли спонсорам найти творческие, практические решения таких вопросов, как реконструкция центра города, управление земельными ресурсами, потенциал развития, управление ростом, возрождение сообщества, реконструкция заброшенных территорий, повторное использование военных баз, рабочая сила и доступное жилье, а также управление активами. Группы также предоставили экспертные и объективные рекомендации после стихийных бедствий и техногенных катастроф, таких как ураганы, наводнения, отказы инфраструктуры, торнадо и террористические акты.
Некоторые заслуживающие внимания группы ИГЗ включают его рекомендации по перепланировке четырёхмильного участка центра Лос-Анджелеса в коридор чистых технологий и его советы о том, как оживить торговый центр на 16-й улице Денвера. Группы ИГЗ также предложили консультационную работу по реконструкции после катастрофы, включая обрушение моста I-35W через реку Миссисипи в 2007 году в Миннеаполисе, штат Миннесота, а также посоветовали официальным лицам, как восстановить Нижний Манхэттен после терактов 11 сентября 2001 года.
Были разногласия по поводу некоторых рекомендаций группы, в том числе её совета после урагана Катрина в 2005 году по восстановлению Нового Орлеана. Журналист Майк Дэвис из The Nation сказал, что рекомендации «переформулировали историческое желание элиты сократить социально-экономический след чернокожей бедности (и политической власти чернокожих) в городе как „крестовый поход“, направленный на сокращение его физического следа до границ, соизмеримых с общественной безопасностью и финансово жизнеспособной городской инфраструктурой». Другие хвалили рекомендации комиссий, считая их обладающими «хрустальным шаром», как сообщил житель Оклахомы, оглядываясь назад на консультативный отчёт, выпущенный всего через несколько месяцев после теракта в Оклахома-Сити в 1995 году Федерального здания Альфреда Мурра.